# Синтика
 Тази статия е за античната област.  За модерната административна единица, която носи нейното име, вижте Синтика (дем).  
Синтика (на старогръцки: Σιντική, Синтике) е антична област по течението на река Струма (Стримон), обитавана от тракийското племе синти. Според Диодор Сицилийски централен град на Синтика е Хераклея Синтика. Локализирането на Хераклея Синтика дълги години е спорно – смятано е, че е край село Жервохор, Сярско. След откриването на писмено свидетелство през 2002 година се смята, че е край Рупите, България. Клавдий Птолемей също споменава Синтика със селищата Тристолос (нелокализирано) и Партикополис, локализирано край град Нигрита, Гърция или Сандански, България.